# Lestodiplosis pyri
Lestodiplosis pyri är en tvåvingeart som beskrevs av Barnes 1928. Lestodiplosis pyri ingår i släktet Lestodiplosis och familjen gallmyggor. Inga underarter finns listade i Catalogue of Life.